# William Klein
William Klein (19. dubna 1926, New York – 10. září 2022) byl francouzský fotograf, režisér a scenárista (Qui êtes-vous Polly Maggoo?, Mister Freedom, Le Couple témoin) amerického původu žijící a tvořící v Paříži. Byl známý svým ironickým přístupem k oběma médiím a rozsáhlým používáním neobvyklých fotografických technik v kontextu fotožurnalistiky a módní fotografie. Byl na 25. místě žebříčku 100 nejvlivnějších fotografů publikovaném v magazínu Professional Photographer.
Klein se vyučil malířem, studoval u Fernanda Légera a brzy zaznamenal úspěch s výstavami svých děl. Brzy přešel k fotografii a dosáhl velké známosti jako módní fotograf pro Vogue a za své fotografické eseje o různých městech. Režíroval celovečerní hrané filmy, řadu krátkých i celovečerních dokumentů a produkoval přes 250 televizních reklam.
V roce 1957 mu bylo uděleno ocenění Prix Nadar, v roce 1999 mu Královská fotografická společnost udělila medaili Centenary Medal and Honorary Fellowship (HonFRPS) a v roce 2011 získal cenu za mimořádný přínos pro fotografii na Sony World Photography Awards.
Retrospektivní výstava jeho díla William Klein: YES: Photographs, Paintings, Films, 1948–2013, se uskutečnila v International Center of Photography v New Yorku v září roku 2022.

## Život a tvorba
Narodil se v New Yorku roku 1928 v chudé rodině židovských přistěhovalců. Již ve čtrnácti letech začal studovat sociologii – byl o tři roky mladší než jeho spolužáci. V osmnácti letech narukoval na dva roky na vojnu. Roku 1948 se přihlásil na Sorbonu, kde studoval malířství. Jeho učiteli byli francouzští malíři André Lhote a Fernand Léger. Po sňatku s Jeanne Florinovou se rozhodl usadit ve Francii. Věnoval se abstraktním malbám na zdi, používal mobilní panely a spolupracoval s architekty, například s architektem Angelo Mangiarottim. Klein také experimentoval s kinetickým uměním a právě na výstavě svých kinetických soch se setkal s Alexandrem Libermanem, uměleckým ředitelem Vogue .
Roku 1954 začal fotografovat módu pro časopis Vogue, se kterým spolupracoval do roku 1966. Kleinova tvorba byla považována za revoluční pro svůj „ambivalentní a ironický přístup ke světu módy“,  pro své „nekompromisní odmítání tehdy převládajících pravidel fotografie“. Jeho fotografie byly nekonvenční, používal netradiční osvětlení, záblesky, širokoúhlé objektivy nebo naopak teleobjektivy, ale také přirozené osvětlení a rozostření pohybu. Katherine Knorr z New York Times napsala, že spolu s Robertem Frankem je Klein považován za „otce pouliční fotografie, za jeden z těch smíšených komplimentů, které klasifikují muže, kterého je těžké zařadit“.
Přestože neměl žádné formální vzdělání jako fotograf, v roce 1954 odjel fotografovat New York na zakázku Vogue. Fotografie pak publikoval v knize Life Is Good and Good for You in New York: Trance Witness Revels, která vyšla ve Francii a obdržela cenu Prix Nadar. Fotografováním velkoměst se pak zabýval i v následujících letech. Jeho práce vyšly knižně: Rome (1960), Moscow (1964), Tokyo (1964). Kleinovy nejpopulárnější fotografické cykly jsou Gun 1, New York (1955), The Holy family on bike (Svatá rodina na kole, Řím, 1956), Cineposter (Tokio, 1961), Vogue (modelky v ulicích New Yorku, Říma a Paříže pro časopis Vogue, 1963), Love on the Beat (alba Serge Gainsbourg, 1984), Club Allegro Fortissimo (1990) a Autoportrét (kniha malovaných kontaktních tisků, 1995).
Roku 1958 natočil svůj první film Broadway by Light o nočním Manhattanu. V roce 1964 začal natáčet dokument o boxerovi Cassiu Clayovi. Postupně natočil několik dalších, převážně nízkorozpočtových snímků. V osmdesátých letech se Klein znovu vrátil k fotografování.
Je řazen k takzvané „Newyorské škole fotografie“, která s oblibou od 30. do 70. let dvacátého století využívala různé druhy neostrosti. Nebyla to instituce v pravém slova smyslu, ale šestnáct autorů (narozených v letech 1898–1934) žijících a tvořících v New York City. Jednalo se o fotografy, jejichž jména jsou dnes již legendami: Diane Arbusová, Alexey Brodovitch, Ted Croner, Bruce Davidson, Don Donaghy, Louis Faurer, Richard Avedon, Sid Grossmann, Robert Frank, Saul Liter, Leon Levinstein, Helen Levittová, Lisette Modelová, David Vestal a Weegee.
William Klein zemřel 10. září 2022 v Paříži ve věku 96 let.

## Filmografie

### Dokumentární filmy
- Broadway by Light (1958). Studie bulváru Broadway v noci.
- Les troubles de la circulation (1962). Pařížské dopravní zácpy pro francouzskou televizi.
- Le business et la mode (1962).
- Les français et la politique (1962).
- Gare de Lyon (1963).
- Cassius, le grand (1964–65). Film Sonny Liston, souboj Muhammada Aliho v Miami.
- Aux grands magasins, hrají: Simone Signoret (1964).
- Loin du Viêt Nam (1967). Společný film, na kterém se podíleli: Klein, Jean-Luc Godard, Chris Marker, Claude Lelouch, Alain Resnais, Joris Ivens a Agnès Varda.
- Muhammed Ali, The Greatest (1969).
- Festival panafricain d'Alger (1969).
- Eldridge Cleaver, Black Panther (1970). Eldridge Cleaver byl leaderem strany Black Panther Party (Strana černých panterů).
- Hollywood, California: A Loser's Opera' (1977).
- Grands soirs & petits matins (1978). Květen 1968 v pařížské čtvrti Latin Quarter.
- The Little Richard Story (1980).
- The French (1982). Dokument o tenisovém turnaji French Open 1981.
- Contacts (1983). Klein komentuje fotografie významných fotografů.
- Ralentis (1984).
- Mode in France (1984). Dokument o francouzské módě.
- Babilée '91 (1992). Filmový balet.
- In and out of fashion (1994).
- Messiah (1999). Na základě oratoria George Friedricha Händela, režie: Marc Minkowski.

### Celovečerní filmy
- Qui êtes-vous Polly Maggoo? (1966). Satira módního světa (Prix Jean Vigo). Hrají: Dorothy McGowan, Delphine Seyrig, Jacques Seiler, Alice Sapritch, Philippe Noiret, Samy Frey a Roland Topor.
- Mister Freedom (1969). Satira amerického imperialismu. Hrají: Delphine Seyrig, John Abbey, Donald Pleasence, Jean-Claude Drouot a Serge Gainsbourg.
- L'anniversaire de Charlotte (1974). 8 mm krátký film pro Paris Film Festival. Hrají: Charlotte Levy, Roland Topor, les Gazolines a Coline Serreau.
- Le Couple témoin (1977). Když sociologie a statistika ovládnou každodenní život. Hrají: Anémone, André Dussollier, Zouc, Jacques Boudet, Eddie Constantine a Georges Descrières.

## Publikace
- New York. London: Photography Magazine, 1956.
- Life is good and good for you in New York: Trance Witness Revels.[13][14]
  - Life is good and good for you in New York: Trance Witness Revels. Éditions du Seuil, 1958.
  - New York 1954–55. Marval, 1995. New edition.
  - Life is Good & Good for You in New York Trance Witness Revels. Books on Books 5. New York: Errata Editions, 2010. ISBN 978-1-935004-08-0. Essays by Klein, Max Kozloff and Jeffrey Ladd.
  - Life is Good & Good for You in New York Trance Witness Revels. Books on Books 5. New York: Errata Editions, 2012.
- Rome. Paris: Éditions du Seuil, 1958 (Petite Planète series). ISBN 9782812312151.
- Rome: The City and Its People.[15][16][17]
  - Rome: The City and Its People. New York: The Viking Press a Londýn: Vista Books, 1959.
  - Rome: The City and Its People. Paris: Éditions du Seuil, 1959.
- Moscow. Crown, 1964. První vydání.
- Tokyo. Crown, 1964. První vydání.
- Mister Freedom. Korinsha Press, 1970. První vydání.
- Close up. Thames & Hudson, 1989.
- Torino '90. Federico Motta Editore, 1990.
- Mode in & out. Seuil, 1994. ISBN 9782020216852.
- William Klein Films. Paris: Marval/Maison Europeenne De La Photographie, 1998. První vydání. ISBN 9782862342634.
- Paris + Klein. Germany: Edition Braus, 2002. ISBN 9783899040197.
- MMV Romani. Fendi-Contrasto, Centre Pompidou. ISBN 9788889032817.
- William Klein, rétrospective. Marval, 2005.
- Roma + Klein. du Chêne, 2009.
- William Klein: Black and Light, Early Abstracts, 1952 – 2015. HackelBury Fine Art, 2015. ISBN 978-0957026322.

## Ocenění
- 1957: Prix Nadar za cyklus New York.[18]
- 1967: Prix Jean Vigo za cyklus Polly Maggoo.[19]
- 1986 : Grand Prix national de la photographie
- 1988: Cena za kulturu Německé fotografické společnosti[20]
- 1990: Hasselblad Award.[21][22]
- 1999: Centenary Medal a Honorary Fellowship (HonFRPS) od Královské fotografické společnost.[23]
- 2012: Outstanding Contribution to Photography Award, Sony World Photography Awards.[24]

## Výstavy
- 1994: William Klein: Fotografie / Photographies, Pražský hrad, Nejvyšší purkrabství, Praha[25]
- 2013: Without Compromise: The Cinema of William Klein, Museum of Arts and Design, New York. A retrospective on Klein's documentary filmmaking work.[26][27]
- 2017: William Klein: Photographs and Films, C/O Berlin, Berlin[28]

## Sbírky
Kleinova díla jsou součástí veřejné sbírky:
- Rijksmuseum Amsterdam